# جدایی‌خواهی در بریتانیا

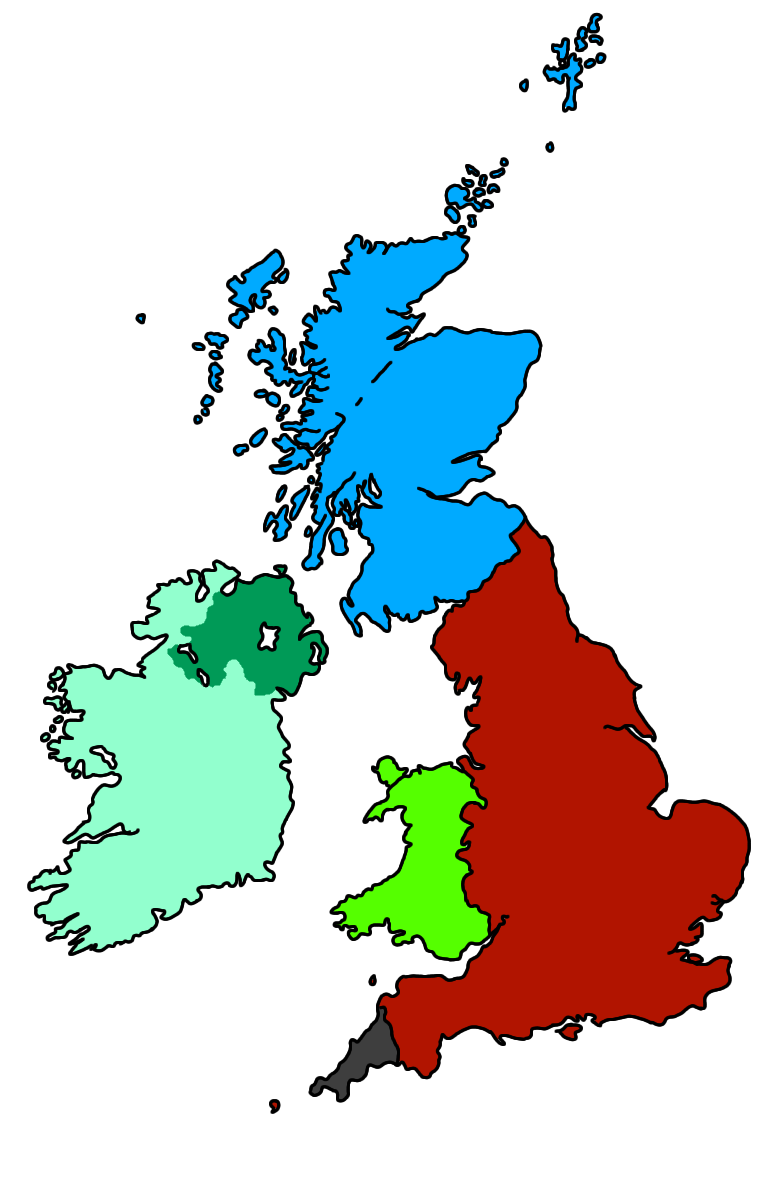
جنبش‌های جدایی‌خواه برجسته در بریتانیا

جدایی‌خواهی در بریتانیا، ممکن است به جدایی هر یک از کشورهای بریتانیا (انگلستان، اسکاتلند، ایرلند شمالی و ولز) از بریتانیا اشاره داشته باشد. جنبش‌های جدایی‌خواهی کم‌اهمیت‌تری نیز مانند کورن‌وال در انگلستان، وجود دارد.

### انگلستان

انگلستان (قرمز تیره) در قلمرو بریتانیا

### اسکاتلند

اسکاتلند (آبی تیره) در بریتانیا

### اتحاد مجدد ایرلند

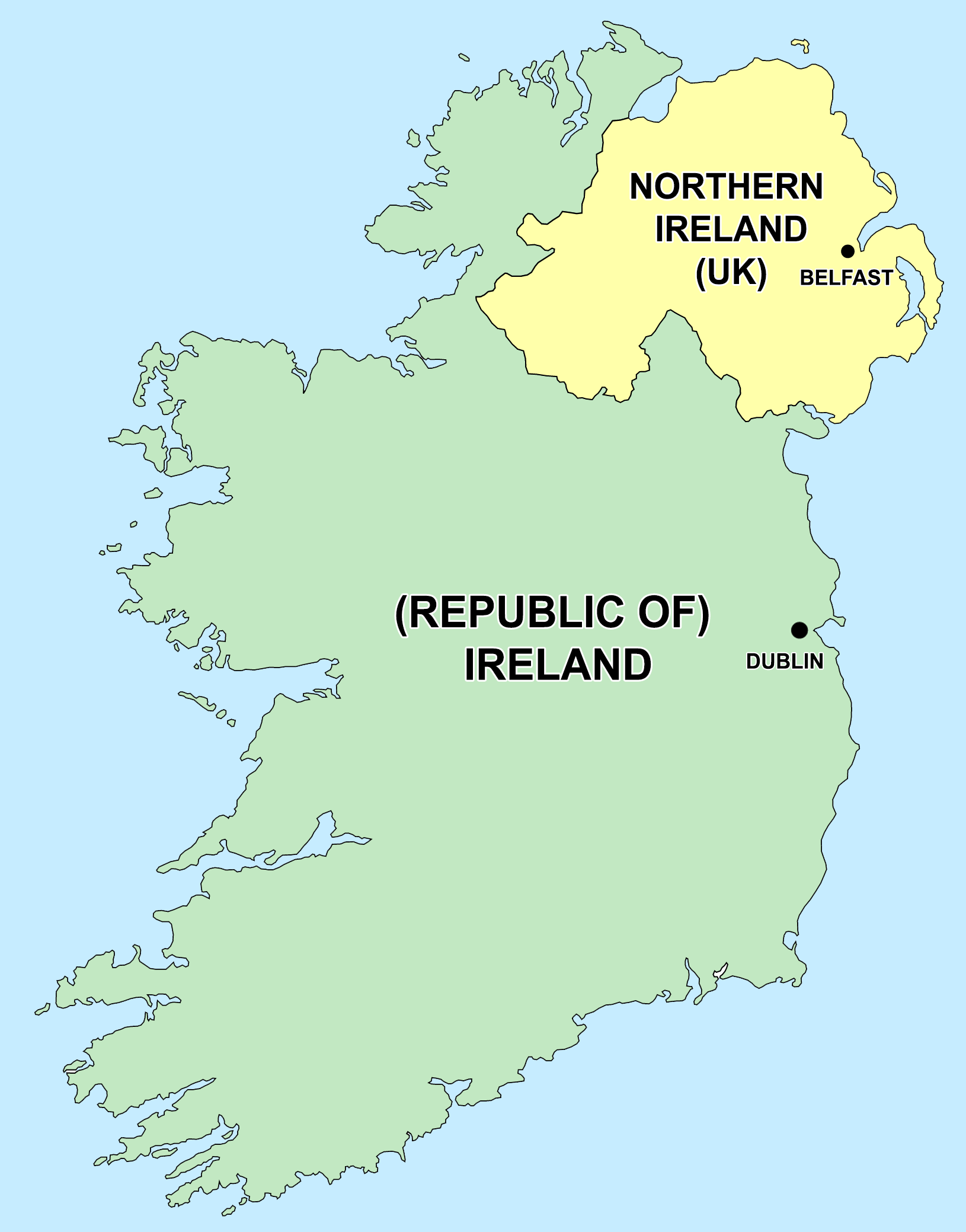
نقشه سیاسی فعلی ایرلند

### ولز

ولز (سبز تیره) در بریتانیا

### کورن‌وال

کورن‌وال (قرمز) در بریتانیا

### ایرلند شمالی مستقل

نقشه ایرلند شمالی (زرد تیره) در محدوده بریتانیا

### لندن

نقشه لندن بزرگ در داخل انگلستان

### شمال انگلستان

نقشه شمال انگلستان (قرمز) در محدوده انگلستان

### اورکنی و شتلند

نقشه جزایر اورکنی در اسکاتلند

## جنبش‌های کوچک

### سایر نقاط انگلستان
یورک‌شر، مرسیا (میدلندز)، وسکس (جنوبی‌ترین نقطه انگلستان) و نورثامبریا (در مرکز شمال شرقی انگلستان) از دیگر مناطقی هستند که در رسانه‌ها به عنوان مناطق بالقوه برای جدایی، پیش از همه‌پرسی ۲۰۱۴ استقلال اسکاتلند، در نظر گرفته شده بودند.